# Chiddingly
Chiddingly is een civil parish in het bestuurlijke gebied Wealden, in het Engelse graafschap East Sussex met 1021 inwoners.